# Forest Hill (Toronto)
Pour les articles homonymes, voir Forest Hills.
Forest Hill est un quartier huppé de la ville de Toronto, au Canada. C'est dans ce quartier que se situent le réputé Upper Canada College et l'école privée anglicane Bishop Strachan School.

## Résidents célèbres
- Nelly Furtado, chanteuse
- Aubrey Drake Graham, acteur et chanteur
- J. R. Rotem, producteur de musique
- Tara Strong, actrice
- Larry Tanenbaum, homme d'affaires
- Galen Weston Sr., homme d'affaires